# Theodor Schulze (Buchhändler)

Brustbild Theodor Schulzes mit faksimilierter Unterschrift;
Radierung um 1900, unbekannter Künstler, Deutsches Buch- und Schriftmuseum; Provenienz: Börsenverein der Deutschen Buchhändler

Theodor Schulze (* 19. August 1831; † 1912) war ein deutscher Buchhändler, Verleger, Antiquar und Kunsthändler.

## Leben
Theodor Schulze kam aus Cottbus nach Hannover, bevor er am 1. Mai 1858 in der Residenzstadt des Königreichs Hannover Teilhaber der Rümpler’schen Sortimentshandlung wurde, während der Inhaber Carl Rümpler sowohl den angeschlossenen gleichnamigen Verlag als auch das Antiquariat zunächst noch unverändert weiter führte.
Theodor Schulze wirkte unterdessen ab dem 3. Mai 1860 auch als Freimaurer in der Loge Zum schwarzen Bär.
Ab 1864 firmierte Schulze als Theodor Schulze’s Buchhandlung, ergänzte die Sortimentsbuchhandlung, den Verlag und das Antiquariat zudem um einen Kunsthandel und eröffnete die erste Buchhandlung im Hauptbahnhof Hannover und zugleich die zweite Bahnhofsbuchhandlung Deutschlands.
Ab 1864 erhielt Theodor Schulze „jährlich 100 Taler Entschädigung für den Presseverkauf an den Zügen“.
Neben der Erweiterung seines Geschäftes eröffnete Schulze nach und nach insgesamt 18 Verkaufsstellen in Bahnhöfen.

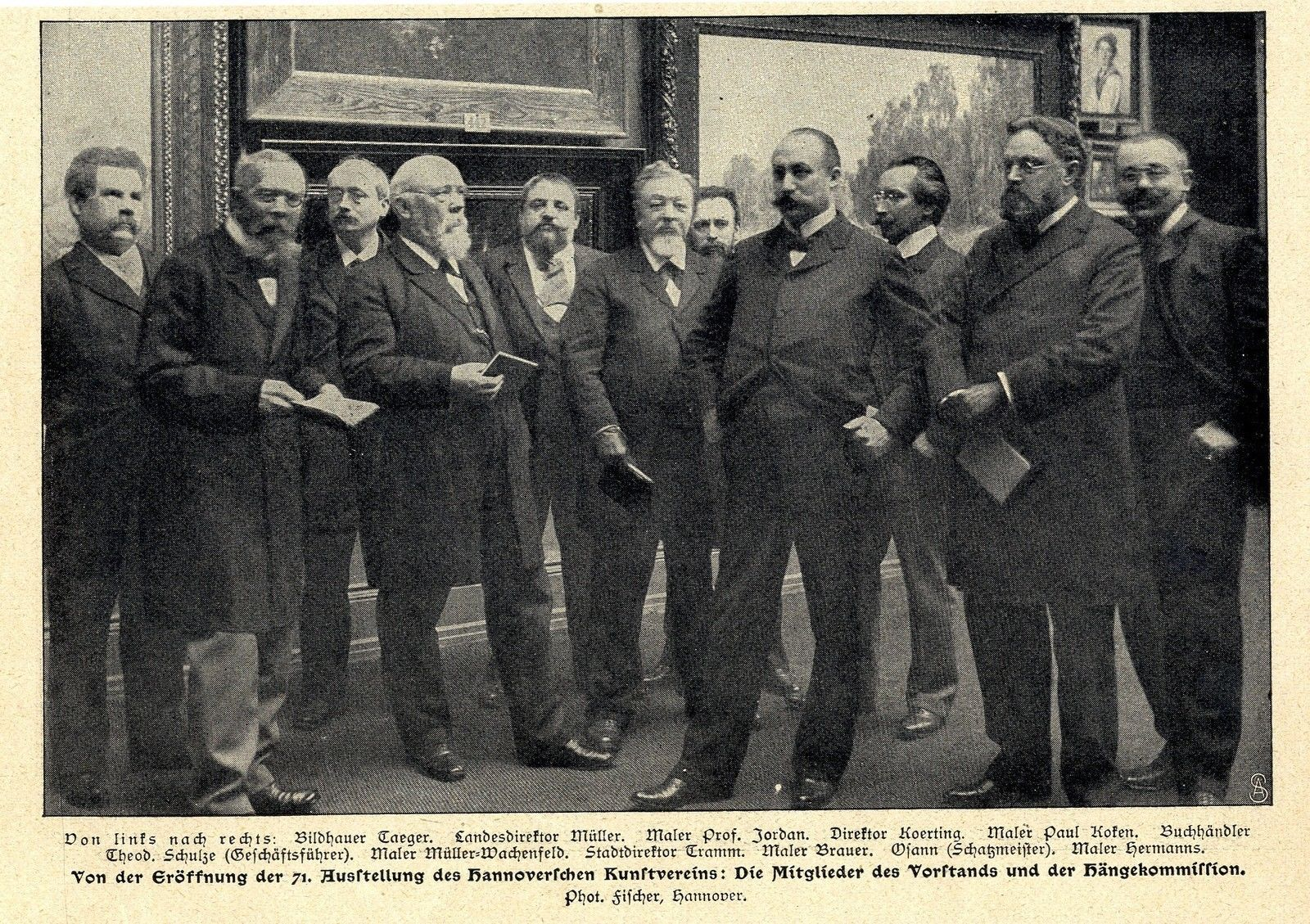
„Mitglieder des Vorstands und der Hängekommission“ zur 71. Ausstellung des Hannoverschen Kunstvereins (v.l.): Bildhauer Eduard Taeger, Landesdirektor Karl Hugo Müller, Maler Ernst Jordan, Gasdirektor Leonhard Körting, Maler Paul Koken, Buchhändler Theodor Schulze, Maler Heinrich Müller-Wachenfeld, Stadtdirektor Heinrich Tramm, Maler Fritz Brauer, Zivilingenieur und Schatzmeister Friedrich Osann und der Landschaftsmaler Rudolf Hermanns;
Fotodruck nach einer Gruppenbild-Aufnahme von Ernst August Fischer, 1903

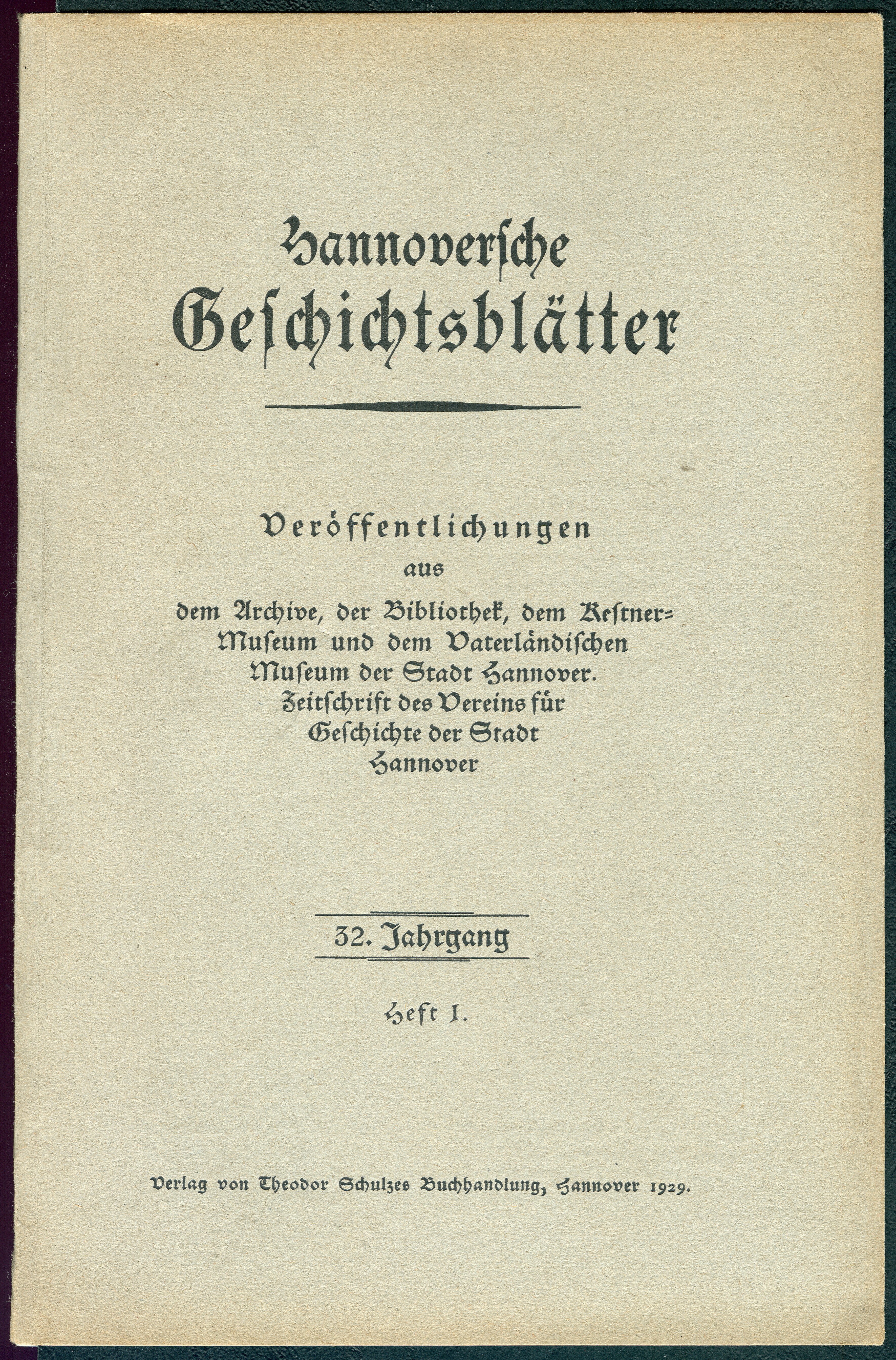
Hannoversche Geschichtsblätter von Theodor Schulze’s Buchhandlung, 1929

Schulze war Mitglied im Kunstverein Hannover und förderte diesen über viele Jahre. Zum Dank schenkte der hannoversche Kunstverein Schulze im Jahr 1901 einen als Einzelstück gefertigten Schrank aus Vogelaugenahorn, dessen Vorderseite mit vier Bronzeplatten mit allegorischen Darstellungen geschmückt wurde. Nach Schulzes Tod wurde das Erbstück innerhalb seiner Familie bis an eine Urenkelin weitergegeben, die den Schrank im Juni 2014 der Freimaurerloge Zum schwarzen Bär vermachte.
Der nach Schulzes Tod als Familienunternehmen weitergeführte Verlag gab unter anderem von 1924 bis 1937 die Reihe Volksbücherei und Volksbildung in Niedersachsen heraus.

Nach dem Zweiten Weltkrieg wurde der Verlag geschlossen. Letzte Herausgabe war ein deutsch-englisches Wörterbuch für die nun britisch besetzte Zone. Die verschiedenen Buch- und Bahnhofsbuchhandlungen wurden bis 2001 von der fünften Generation der Familie fortgeführt. Die Kunsthandlung schloss im Jahr 2004 die Pforten.